# Urhelia Lutterbach
Urhelia Lutterbach (née le 5 mai 2008 à Vœllerdingen) est une jument de robe baie inscrite au registre généalogique du Selle français, entraînée au saut d'obstacles. Révélée par Grégory Cottard, elle remporte ensuite plusieurs Grands Prix avec Kevin Staut en 2019. 
Elle est vendue en Irlande en 2019. 

## Histoire
Urhelia Lutterbach naît le 5 mai 2008 à Vœllerdingen dans le Bas-Rhin, en Alsace (France), à l'élevage de Jean-Emmanuel Schmidt,. 
Elle est ensuite formée au saut d'obstacles par Gilles et Thomas Clanget, puis par Sarah Boesch et Simon Lorrain. C'est en rejoignant les écuries d'Edward Levy puis celles de Grégory Cottard qu'elle est révélée, permettant à ce dernier de remporter son premier Grand Prix au niveau CSI 3* à Lierre, en juillet 2018. La jument est ensuite confiée à Kevin Staut en milieu d'année 2019.
Avec Staut, Urhelia réalise d'excellentes performances. Dans le cadre du mercato des chevaux de sport avant les Jeux olympiques d'été de 2020, elle est vendue en novembre 2019 en Irlande, pour être montée par la cavalière américaine Kerry McCahill. En janvier 2021, elle est récupérée par le cavalier irlandais Darragh Kenny,.

## Description
Urhelia Lutterbach est une jument de robe baie, inscrite au stud-book du Selle français. Elle mesure 1,75 m.

## Palmarès
- 4e du Grand Prix 5* de Chantilly en 2019[5]
- Sans-faute dans le Grand Prix d'Aix la Chapelle 2019[5]
- Vainqueur du Grand Prix de Valkenswaard 2019[5]
- Vainqueur du Grand Prix 5* de Lyon[5]

## Origines
Urhelia Lutterbach  est une fille de l'étalon Selle français Helios de la Cour II, et de la jument Quemilia Lutterbach, par Emilion. Elle compte 32 % d'ancêtres Pur-sang. Ses ancêtres majeurs sont les étalons Nankin et Orange Peel.